# Grande rhetra
La Grande Rhetra o Grande Retra (in greco antico: Μεγάλη ῥήτρα?) è un documento che stabilisce le istituzioni politiche e regola le decisioni in ambito legislativo nella Sparta arcaica. Esso è stato tramandato da Plutarco, secondo il quale si tratterebbe di un responso che Licurgo avrebbe ricevuto dall'oracolo di Delfi. I numerosi studi moderni condotti su questo documento sono giunti a conclusioni di diverso tipo, ma per la maggior parte tendono a spostare l'epoca del documento e l'interpretazione che ne fornisce Plutarco.

## Il documento
Secondo Plutarco, che si basava sulla perduta Costituzione degli Spartani di Aristotele, il responso dell'oracolo ordinava quanto segue:
(Plutarco, Vita di Licurgo, 6, 1 (trad. di C. Carena))
A questo testo, che quindi avrebbe costituito il nucleo originale della Rhetra, Plutarco sostiene che successivamente sia stata aggiunta un'appendice dai re Polidoro e Teopompo:
(Plutarco, Vita di Licurgo, 6, 4 (trad. di C. Carena))
La prima parte della Rhetra contiene le principali disposizioni: prescrive di istituire un culto a Zeus e ad Atena e di dividere la popolazione, il damos (forma dorica per demos), in phylai e obai; prescrive quindi di costituire la gherusia, un consiglio di 30 geronti di cui 28 anziani ed i due re, ed un'assemblea di cittadini, l'apella, che si deve riunire periodicamente "tra Babica e Cnacione" per votare le proposte di legge avanzate dalla gherusia. Quest'assemblea non ha il potere di formulare nuove proposte di legge, ma molto probabilmente ha il potere di apportare modifiche, anche consistenti, durante la discussione delle proposte, poiché l'appendice garantisce alla gherusia la possibilità di porre un veto alle leggi che ritiene eccessivamente modificate dall'assemblea al punto di snaturarle. In questo modo i re e gli anziani possono evitare che il popolo ratifichi leggi contrarie agli interessi dello Stato, tuttavia non è chiaro se la gherusia abbia la possibilità di rifiutare le modifiche decise dell'assemblea o se debba limitarsi a togliere la seduta; per alcuni studiosi l'appendice sarebbe rivolta ai geronti, per evitare che una minoranza di essi riesca a far passare le proprie proposte con l'appoggio dell'assemblea ma contro la maggioranza della gherusia.
Sempre secondo Plutarco, tale appendice sarebbe stata avallata dall'oracolo di Delfi, come indica anche un frammento dell'Eunomia del poeta Tirteo che lo storico cita:
μαντείας τε θεοῦ καὶ τελέεντ᾿ ἔπεα·

ἄρχειν μὲν βουλῆς θεοτιμήτους βασιλῆας,

οἷσι μέλει Σπάρτας ἱμερόεσσα πόλις,

πρεσβύτας τε γέροντας, ἔπειτα δὲ δημότας ἄνδρας,

εὐθείαις ῥήτραις ἀνταπαμειβομένους.»
da Pito oracoli e veritiere

parole del dio: ai re, cui s'affida

l'amata Sparta, tocchino onori

divini e di presieder l'assemblea

insieme agli Anziani, quindi il popolo

senza nulla mutar le leggi approvi.»
(Tirteo, fr. 1b Gentili-Prato (trad. di C. Carena))

## Analisi del documento
L'origine di questo documento ed il periodo in cui comparve sono state molto dibattute tra gli studiosi moderni. Gli storici antichi ritenevano che la rhetra fosse un documento databile tra il X ed il IX secolo a.C. e che l'appendice risalisse all'VIII secolo a.C.; alcuni storici moderni hanno proposto una datazione più recente, intorno al 650 a.C. oppure tra il 600 ed il 550 a.C. e quindi contemporanea di Tirteo. I pareri della critica moderna sull'origine oracolare del documento sono vari: mentre alcuni accettano la notizia di Plutarco e di Tirteo che collega il documento a Licurgo, altri ritengono che la rhetra sia stata scritta dall'assemblea e che solo successivamente sia stata presentata come un responso. Per altri ancora la rhetra sarebbe un testo retrospettivo che tenta di riprodurre il periodo arcaico della fondazione di Sparta.
Anche sull'origine dell'appendice le opinioni degli studiosi sono diverse: mentre alcuni ritengono che si tratti effettivamente di un'aggiunta inserita in un secondo tempo, altri ritengono che essa facesse parte fin dall'inizio del documento originale; per altri ancora l'appendice era proprio il documento originale, per quanto breve, e che solo successivamente sarebbe stato redatto il resto della rhetra.

### Fonti antiche
- Plutarco, Vita di Licurgo.
- Diodoro Siculo, Bibliotheca historica.

### Studi moderni
- (EN) N.G.L. Hammond, The Lycurgean Reform at Sparta, in Journal of Hellenic Studies, vol. 70, 1950,  pp. 42-64.
- Alberto Maffi, Studi recenti sulla grande rhetra (PDF), in Dike, Rivista di storia del diritto greco ed ellenistico, n. 5, 2002,  pp. 195-236.
- (EN) Massimo Nafissi, The Great rhetra (Plut. Lyc. 6): a retrospective and intentional construct?, in Lin Foxhall, Hans-Joachim Gehrke e Nino Luraghi (a cura di), Intentional History. Spinning Time in Ancient Greece, Stoccarda, Franz Steiner Verlag, 2010, ISBN 9783515096836.
- (EN) Daniel Ogden, Crooked speech: The genesis of the Spartan Rhetra, in The Journal of Hellenic Studies, vol. 114, 1994,  pp. 85-102.
- Chiara Pecorella Longo, NIKH KAI KARTOS in Tirteo 14 G.-P. e la rhetra, in Prometheus, vol. 34, n. 2, 2008,  pp. 115-128. URL consultato il 14 gennaio 2020.
- Plutarco, Le vite di Licurgo e Numa, a cura di Mario Manfredini e Luigi Piccirilli, Fondazione Lorenzo Valla-Mondadori, 1980, ISBN 9788804151548.
- (EN) Kurt A. Raaflaub, Josiah Ober e Robert W. Wallace, Origins of Democracy in Ancient Greece, Berkeley, CA, University of California Press, 2007, ISBN 9780520258099. URL consultato il 16 luglio 2016 (archiviato dall'url originale il 19 agosto 2016).
- (EN) H.T. Wade-Gery, The Spartan Rhetra in Plutarch Lycurgus VI, in The Classical Quarterly, vol. 37, n. 1-2, 1943,  pp. 62-72.
- (EN) H.T. Wade-Gery, The Spartan Rhetra in Plutarch Lycurgus VI, in The Classical Quarterly, vol. 38, n. 1-2, 1944,  pp. 1-9.
- (EN) H.T. Wade-Gery, The Spartan Rhetra in Plutarch Lycurgus VI, in The Classical Quarterly, vol. 38, n. 3-4, 1944,  pp. 115-126.